# Synagoge (Schirrhoffen)

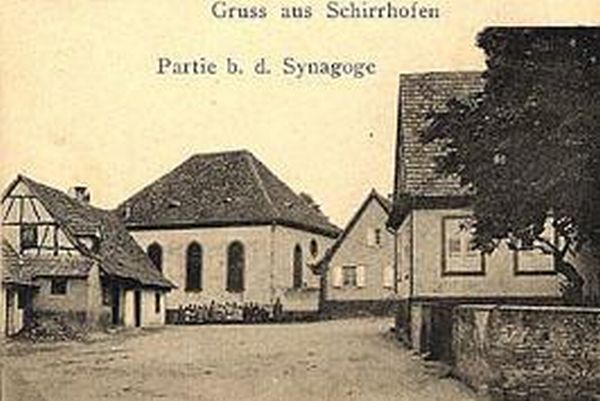
Ansichtskarte von Schirrhoffen mit Synagoge

Die Synagoge in Schirrhoffen, einer französischen Gemeinde im Département Bas-Rhin in der Region Grand Est, wurde 1817/18 errichtet. Die Synagoge befand sich an der Rue des Huttes Nr. 7.
Durch die Auswanderung der meisten jüdischen Einwohner konnten ab den 1920er Jahren keine regelmäßigen Gottesdienste mehr gefeiert werden. 1930 stand die Synagoge zum Verkauf, jedoch wurde dieser nicht vollzogen. 
1945 wurde sie bei den Kämpfen gegen Ende des Zweiten Weltkriegs niedergebrannt. Im Jahr 1959 wurde die Ruine abgebrochen und auf dem Grundstück ein Wohnhaus gebaut.